# Trochosa annulipes
Trochosa annulipes là một loài nhện trong họ Lycosidae.
Loài này thuộc chi Trochosa. Trochosa annulipes được Ludwig Carl Christian Koch miêu tả năm 1875.